# Якубовский, Виктор Владиславович
Ви́ктор Якубо́вский (Виктор Владиславович Якубовский, пол. Wiktor Jakubowski; 5 декабря 1896, Рига — 13 августа 1973, Краков) — польский филолог-славист.

## Биография
Окончил историко-филологический факультет Петроградского университета (1918). С 1921 жил в Польше. Преподавал русский язык и литературу в университетах Лодзи и Варшавы. С 1954 профессор Ягеллонского университета в Кракове.

## Научная деятельность
Составитель антологий русской литературы XVIII века (ч. 1—3, 1954—1959) и древнерусской литературы (совместно с Р. Лужным; 1971) на польском языке.
Переводил на польский язык и комментировал произведения А. Н. Радищева, А. С. Пушкина, Т. Г. Шевченко, И. С. Тургенева, Н. С. Лескова, Л. Н. Толстого, Максима Горького, В. П. Катаева, «Историю русской общественной мысли» Г. В. Плеханова. Автор работ о русских классиках, русско-польских и польско-русских словарей, учебников русского языка. Занимался изучением культуры русских старообрядцев в Мазурах.